# Joti Stamatopoulos

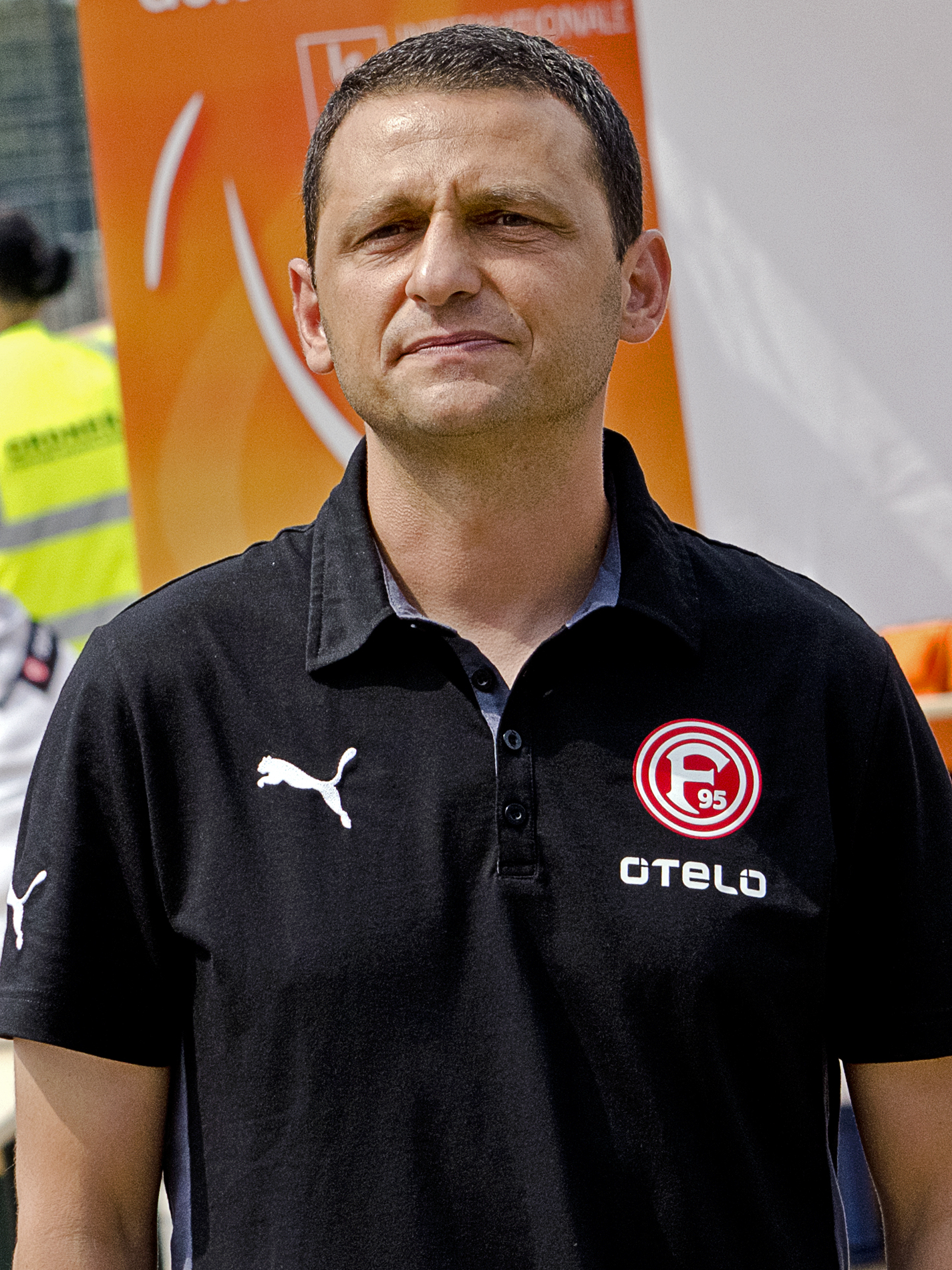
Joti Stamatopoulos (2014)

Panagiotis „Joti“ Stamatopoulos (griechisch Παναγιώτης «Γιώτης» Σταματόπουλος, * 10. Dezember 1972 in Köln) ist ein griechisch-deutscher Fußballtrainer.

## Fußballerkarriere
Schon im Kindergartenalter begann Stamatopoulos in einem „Fußballkäfig“ und beim DJK Löwe in Köln-Riehl Fußball zu lernen. Anfang der 1990er Jahre spielte er für die zweite Mannschaft des damaligen Zweitligisten SC Fortuna Köln. Nachdem er noch für einige Kölner Amateurklubs, u. a. für Viktoria Köln und für die Spielvereinigung Porz, gespielt hatte, beendete er im Alter von 26 Jahren die aktive Fußballkarriere aufgrund einer Knieverletzung.

## Trainerkarriere
2001 erwarb Stamatopoulos die Fußballlehrer-Lizenz an der Hennes-Weisweiler-Akademie in Köln. Von 1999 bis 2006 wirkte er als Co-Trainer der U21 des Fußball-Verbands Mittelrhein und als DFB-Stützpunkttrainer in Köln. 2001 bis 2003 war er Trainer für den SC West Köln, 2003 bis 2006 für die SF Troisdorf. 2003 betreute er als Assistenztrainer von Erich Rutemöller die deutsche U18-Nationalmannschaft. 2006 zog Stamatopoulos nach Griechenland, um bei Panionios Athen unter Ewald Lienen als Co-Trainer zu arbeiten. Am 3. Dezember 2008 folgte er dort Lienen in der Funktion des Cheftrainers bis zum Saisonende nach. Dann arbeitete er für ein Jahr als Scout des TSV 1860 München und des FC Augsburg, um ab 2010 die griechischen Zweitligisten Pontion Katerinis, Tyrnavos 2005 und AO Episkopi Rethymnou sowie den estnischen Erstligisten JK Tammeka Tartu zu betreuen. Anschließend wirkte Stamatopoulos als Assistenztrainer beim PAOK Thessaloniki. Im Juni 2014 verpflichtete er sich bis zum 30. Juni 2015 bei Fortuna Düsseldorf. Dieser Vertrag lief 2015 ohne Verlängerung aus. Sein Nachfolger bei den Fortunen wurde Peter Hermann. Ab 2016 und bis Ende der Saison 2017/2018 war Joti Stamatopoulos Assistenztrainer von Oliver Reck bei Kickers Offenbach. Vom 1. Juli 2018 bis zum 30. Juni 2022 war er unter anderem Co-Trainer von Jürgen Luginger beim FC 08 Homburg in der Regionalliga Südwest. In Homburg fungierte Stamatopoulos auch als Interimstrainer. Seit Dezember 2022 war er für den FC Erzgebirge Aue in der 3. Liga als Assistenztrainer von Pavel Dotchev tätig. Die Veilchen, schafften zu Ende der Saison 2022/23 den Klassenerhalt. Obwohl sich Stamatopoulos mit dem Club aus dem Schacht auf eine Verlängerung seines auslaufenden Vertrages zum Ende der Saison einig war, zog es ihn dann zur neuen Saison 2023/24 kurzfristig erneut ins Ausland. Seit dem 1. Juli 2023 war er Co-Trainer von Nuri Şahin bei Antalyaspor, in der türkischen Süper Lig. Anfang Januar 2024 verließ Sahin überraschend den türkischen Süper Lig Cub in Richtung Borussia Dortmund und stieß gemeinsam mit Sven Bender ins Trainerteam um Cheftrainer Edin Terzić. Daraufhin löste auch Stamatopoulos den Vertrag mit Antalyaspor. Im September desselben Jahres wechselte er in die türkische Hauptstadt Ankara. Bei dem dort ansässigen Club MKE Ankaragücü, der in der ausgehenden Saison 2023/24 aus der Süper Lig abgestiegen ist, arbeitet Stamatopoulos als Co-Trainer von Kenan Koçak, dem ehemaligen Cheftrainer von Hannover 96. Im Januar 2025 folgte Joti Stamatopoulos Koçak als Co-Trainer an den Hardtwald zum SV Sandhausen.

## Sonstiges
Von Dezember 2001 bis Mitte 2006 trat Stamatopoulos in dem DSF-Fußball-Jugendmagazin Fujuma auf. An der Seite von Anthony Baffoe spielte er dabei den Hausmeister Joti und erklärte Fußballtricks. Stamatopoulos hat die deutsche und die griechische Staatsbürgerschaft sowie Abitur, das er im Hansa-Gymnasium Köln erwarb, ist verheiratet und Vater eines Sohnes und einer Tochter.
Stamatopoulos trainiert nebenbei die 2022 gegründete Deutsche Komiker-Nationalmannschaft, die sich für soziale Zwecke engagiert. Für die Komiker, spielen u. a. Matze Knop, Oliver Pocher und Martin Klempnow.